# Meždurečenskij
Meždurečenskij (in russo Междуреченский?) è un insediamento di tipo urbano della Russia siberiana occidentale situato nel Circondario Autonomo degli Chanty-Mansi. È il centro amministrativo del distretto Kondinskij.
Si trova tra gli Urali e l'Ob' nella parte occidentale della pianura siberiana occidentale, circa 200 chilometri a sud-ovest di Chanty-Mansijsk, sulla riva destra del Konda, un affluente dell'Irtyš.